# CB Atapuerca
Club Baloncesto Atapuerca (kurz: CB Atapuerca, firmiert auch als Autocid Ford Burgos) ist ein spanischer Basketballverein aus Burgos, dessen professionelle Mannschaft bis 2013 beziehungsweise als CB Tizona bis 2015 in nationalen spanischen Spielklassen spielte.

## Geschichte
Der Verein wurde 1997 als Club Deportivo Maristas de Burgos gegründet. Er startete in der fünften spanischen Basketball-Liga und stieg in den ersten beiden Saisons zweimal auf. Die Saison 1999/00 spielte der Klub daher in der dritthöchsten Liga, der Liga EBA. Aus dieser stieg man allerdings direkt wieder ab. Nach einem vergeblichen Anlauf gelang 2002 der erneute Aufstieg in Liga 3. Zu Anfang der Aufstiegssaison nannte der Verein sich in CB Atapuerca um. Normalerweise wäre der Klub erneut in die vierte Liga abgestiegen, da er nur 14. wurde und die Play-downs gegen AB Castelló verlor. Aufgrund des Verzichts auf den Start in der Liga EBA von CB Montcada und der Reserve des FC Barcelona, durfte man aber in der Liga bleiben. 
Ab der Saison 2003/04 begann der Auto-Hersteller Ford den Verein finanziell zu unterstützen. Zu dieser Zeit und auch heute noch, ist der Klub als Autocid Ford Burgas bekannt. Die neuen finanziellen Möglichkeiten schlugen sich in deutlich besseren Leistungen nieder. Atapuerca wurde in der Hauptrunde Dritter, scheiterte erst im Halbfinale der Play-offs um den Aufstieg in die zweite Liga. Im Jahr darauf wurde man Erster der regulären Saison, scheiterte aber erneut im Halbfinale. Die Saison 2005/06 beendete der Verein erneut als Erster. Diesmal schaffte man den Aufstieg in die zweite Liga, der Liga Española de Baloncesto (LEB). Im Finale wurde Gandía BA mit 89:82 bezwungen.
In der ersten Zweitligasaison entging man dem Abstieg als Tabellenfünfzehnter nur knapp. Im Folgejahr wurde das Team Elfter und verpasste die Play-offs um zwei Siege. In der Saison 2008/09 wurde Atapuerca Neunter und erreichte damit die Play-offs um den Aufstieg in die erste Basketball-Liga Spaniens, der Liga ACB. Im Viertelfinale verlor man die Dreierserie gegen CB Lucentum Alicante mit 1:2. Die Saison danach wurde der Aufstieg ganz knapp verpasst. Nach Platz fünf in der Hauptrunde stieß Burgas bis ins Finale vor, in dem man bereits 2:1 gegen Menorca Bàsquet führte. Der Matchball in Spiel vier konnte nicht verwertet werden und auch das Entscheidungsspiel verlor der Klub. 2011 wurde das Finale erneut erreicht. Wieder musste das Team sich geschlagen geben. Xacobeo Blu:Sens gewann die Serie 3:1. In der Saison 2011/12 unternahm der Verein den dritten Versuch in die erste Liga aufzusteigen. Die Vorrunde beendete man als Zweiter, im Viertelfinale schied das Team aber bereits aus.
In der Saison 2012/13 unternimmt der Klub den vierten Aufstiegsversuch. Die Hinrunde schloss man als Erster ab, sodass man um den Copa Príncipe de Asturias, den spanischen Pokal für Zweitligisten, spielen durfte. Nachdem man dieses Ligapokal-Finalspiel im Vorjahr noch mit 85:93 gegen den späteren Aufsteiger CB 1939 Canarias verloren hatte, gewann man diesmal mit 73:67 gegen River Andorra und sicherte sich so den ersten bedeutenden Titel der Vereinshistorie. Anschließend erreichte man als Tabellenerster der regulären Saison dank des gewonnenen direkten Vergleichs gegenüber Andorra auch das direkte Aufstiegsrecht in die höchste Spielklasse Liga ACB. Doch die wirtschaftlichen Vorgaben der Liga ACB waren zu hoch, so dass Atapuerca die Lizenz für die ACB verweigert wurde und das Aufstiegsrecht zunächst wieder verwirkt war. 
Anschließend wurde die professionelle Mannschaft vom Hauptverein abgetrennt und unter dem Dach des CB Tizona angesiedelt. Unter diesem Namen existierte bereits in den 1970er und 1980er Jahren eine Mannschaft in Burgos, die damals die führende der Stadt war. Der CB Tizona übernahm mit der professionellen Mannschaft auch den Sponsor und Sponsorennamen Autocid Ford Burgos. Als Hauptrundenzweiter hinter Andorra gewann man die Play-offs um den verbleibenden Aufstiegsplatz und das sportliche Aufstiegsrecht in die ACB. Ein weiteres Mal wurde Ford Burgos die Lizenz für die ACB verweigert. Das Gleiche wiederholte sich in der Saison 2014/15, als Tizona Ford Burgos als Tabellenerster das direkte Aufstiegsrecht errang. Nachdem der CB Tizona schließlich 2015 seine Mannschaft zurückzog, ersetzte der CB Miraflores als San Pablo Burgos dessen professionelle Mannschaft in der LEB Oro und konnte zwei Jahre später 2017 nicht nur das Aufstiegsrecht, sondern auch die Lizenz für die ACB erreichen und damit auch den Aufstieg realisieren.

## Halle
Der Verein trug seine Heimspiele im 2.500 Plätze umfassenden Polideportivo Municipal El Plantío aus. 

## Erfolge
- Sieger des Copa Príncipe de Asturias (2013)

## Bekannte ehemalige Spieler
| - / Leo Mainoldi 2005/06 - Jiří Okáč 2006/07 - Ken Johnson 2007 - Péter Lóránt 2007–11 - Nedžad Sinanović 2008/09 | - Micah Downs 2010/11 - Jerome Tillman 2010–12 - / Jeff Xavier 2012/13 - Luke Sikma 2012/13 |